# Негелайн, Энди
Андреас Ханнес Линь Фунь Негелайн (нем. Andreas Hannes Ling Fung Nägelein) или Не Линь Фунь (иер. трад. 聶凌峰, упр. 聂凌峰, ютпхин: nip⁴ ling⁶ fung¹); 5 октября 1981, Гонконг) — гонконгский и немецкий футболист, полузащитник. Выступал за сборную Гонконга.

## Биография
Родился в Гонконге 5 октября 1981 года в семье местной жительницы и рабочего из Германии, 8 лет проработавшего в этой стране. Имеет сестру, которая также родилась в Гонконге. Когда Андреасу был 1 год, семья вернулась в Нюрнберг, где позже он стал заниматься футболом в школе ФК «Нюрнберг».

### Клубная карьера
На взрослом уровне начинал играть в клубах низших лиг Германии. Первые несколько сезонов отыграл за команды «Фойхт», «Ноймаркт» и «Швабах» в немецкой Оберлиге (D4). Летом 2003 года перешёл в клуб Регионаллиги (D3) «Швайнфурт 05», но по итогам сезона вновь опустился в Оберлигу, заняв с клубом 15-е место, по причине отсутствия финансирования. По ходу следующего сезона вернулся в клуб «Фойхт», выступавший на тот момент в Регионаллиге, и провёл в клубе полгода (после чего «Фойхт» потерял лицензию), и перебрался в «Киккерс Эмден». Летом 2006 году Негелайн подписал контракт с клубом Второй Бундеслиги «Ваккер» (Бургхаузен), однако за новую команду провёл лишь 2 матча и спустя полгода вернулся в «Киккерс Эмден», где выступал до конца сезона 2008/09, когда клуб занял 6-е место, но из-за финансовых трудностей вернулся в любительский футбол. Игрок тренировался с резервистами «Нюрнберга» и летом 2009 года перебрался на Кипр, где в составе местного клуба АПЕП сыграл 10 матчей и забил 1 гол в высшей лиге Кипра.
12 февраля 2010 года было объявлено, что Негелайн подписал контракт с клубом китайской Суперлиги «Шэньчжэнь Руби», хотя до этого он пробовался в клубе «Шаньдун Лунэн». В составе клуба игрок провёл 2 года и отыграл 40 матчей в Суперлиге, но после на некоторое время остался в статусе свободного агента. В августе 2012 года перешёл в «Гонконг Рейнджерс», за который сыграл в двух матчах чемпионата Гонконга и уже в сентябре получил перелом голени. Перед началом сезона 2013 Негелайн вернулся в материковый Китай, где провёл ещё два сезона в клубах Первой лиги «Гуйчжоу Хэнфэн» и «Хунань Биллоуз». Завершил карьеру в 2016 году, проведя последние полтора года в составе гонконгского клуба «Истерн», в его составе стал чемпионом Гонконга 2015/16.

### Карьера в сборной
Поскольку Негелайн имеет гонконгское происхождение, согласно правилам ФИФА он мог быть натурализован для игры за сборную Китая через 2 года жизни в стране. Агент предлагал услуги игрока китайской команде, однако Китайская футбольная ассоциация ответила, что не заинтересована в футболисте. Энди принял имя Не Линь Фунь (Не — в честь отца, Линь Фунь — в честь деда по матери).
15 октября 2013 года дебютировал за сборную Гонконга в матче отборочного турнира Кубка Азии 2015 против сборной ОАЭ. Всего провёл за сборную 9 матчей.

## Достижения
«Истерн»
- Чемпион Гонконга: 2015/2016